# 93. pehotna divizija (Avstro-Ogrska)
93. pehotna divizija (izvirno nemško 93. Infanterie-Division oz. nemško 93. Infanterietruppendivision) je bila pehotna divizija avstro-ogrske kopenske vojske, ki je bila aktivna med prvo svetovno vojno.

## Zgodovina
Divizija, ki je sodelovala v bojih druge soške ofenzive, je bila razpuščena med avgustom 1915 in avgustom 1916.

## Poveljstvo
Poveljniki 
- Adolf von Boog: maj - avgust 1915

- divizija razpuščena
- Leo Greiner von Madonna del Mare: avgust 1916 - julij 1917
- Richard von Gruber: julij - september 1917
- Felix zu Schwarzenberg: september - oktober 1917